# Дауменай (Расейняйський район)
Дауменай (Daumėnai) — хутір у Литві, Расейняйський район, Палепяйське староство, знаходиться за 4 км від села Палепяй. 2001 року в Дауменаї проживало 3 людей.

## Принагідно
- Daumėnų k., Raseinių rajonas

| Литва | Це незавершена стаття з географії Литви. Ви можете допомогти проєкту, виправивши або дописавши її. |